# Don Panoz
Donald Panoz, né le 13 février 1935 à Alliance dans l'Ohio et mort le 11 septembre 2018, est un chef d'entreprise américain qui s'est fait connaître dans l'industrie pharmaceutique avant d'investir dans le sport automobile.

## Biographie
Né d'un père italien, Eugenio Panunzio, immigré aux États-Unis au début du XXe siècle. Il fait des études militaires à la Greenbrier Military School située à Lewisburg en Virginie-Occidentale où il rencontre sa femme Nancy. Après avoir servi tous les deux dans l'Armée de terre des États-Unis au Japon, ils s'installent à Pittsburgh.
Don Panoz exploite deux pharmacies à Pittsburgh quand il fonde en 1961 Mylan Pharmaceuticals avec Milan Puskar. Il dirige le groupe de recherche qui invente un médicament à diffusion lente via un patch transdermique mais quitte Mylan en 1969 lorsque la société décide de ne pas développer le patch. Il déménage en Irlande où il fonde Élan Corporation qui devient un leader de l'industrie pharmaceutique. La société détient toujours le brevet mondial du patch à la nicotine.
Il meurt le 11 septembre 2018 des suites d'une longue maladie, à l'âge de 83 ans.

## Sport automobile
Don Panoz finance en 1989 la société Panoz Auto Development dirigée par son fils Dan. Les premiers succès arrivent très vite avec la Panoz Esperante GTR-1 puis la Panoz LMP-1 Roadster-S. En 1998  il crée le Petit Le Mans, une course d'endurance automobile disputée  sur le circuit de Road Atlanta. En 1999, il crée le championnat American Le Mans Series après un accord avec l'Automobile Club de l'Ouest pour utiliser la même réglementation.
Les circuits de Road Atlanta et de Sebring sont  la propriété du groupe Panoz.
En 2021 est inaugurée une passerelle piétonne  sur  le circuit des 24 Heures du Mans baptisée Don Panoz,.